# Medici di Melegnano

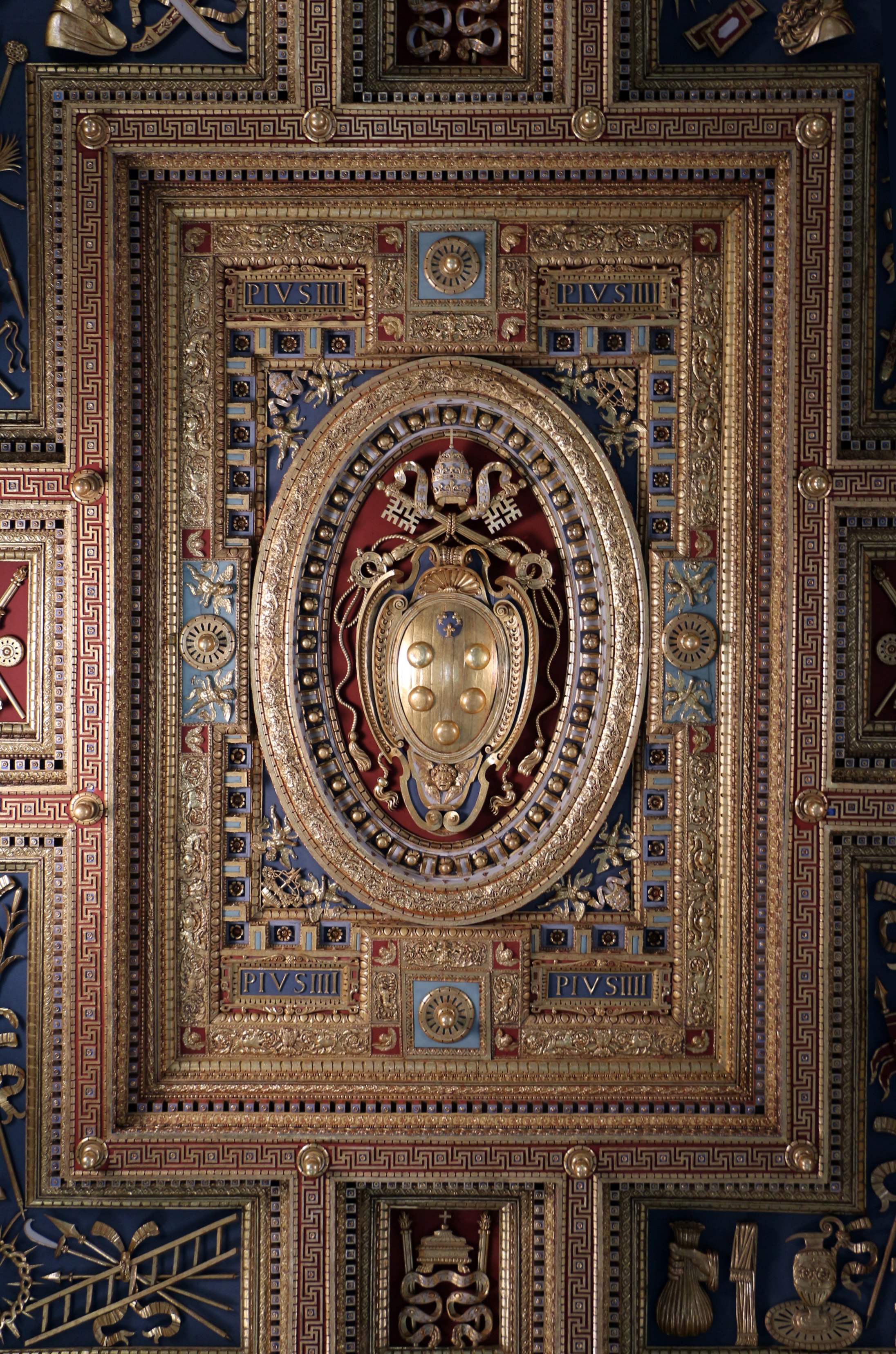
Lo stemma papale di Casa Medici di Melegnano nella Basilica di San Giovanni in Laterano a Roma

La Casata dei Medici di Melegnano (detta anche Medici di Marignano o Medici di Nosigia) fu un'importante famiglia patrizia milanese. Vantò legami di parentela con i più noti Medici signori di Firenze, di cui portano la medesima arma, pur senza prove a sostegno della storicità di tale legame.

## Storia

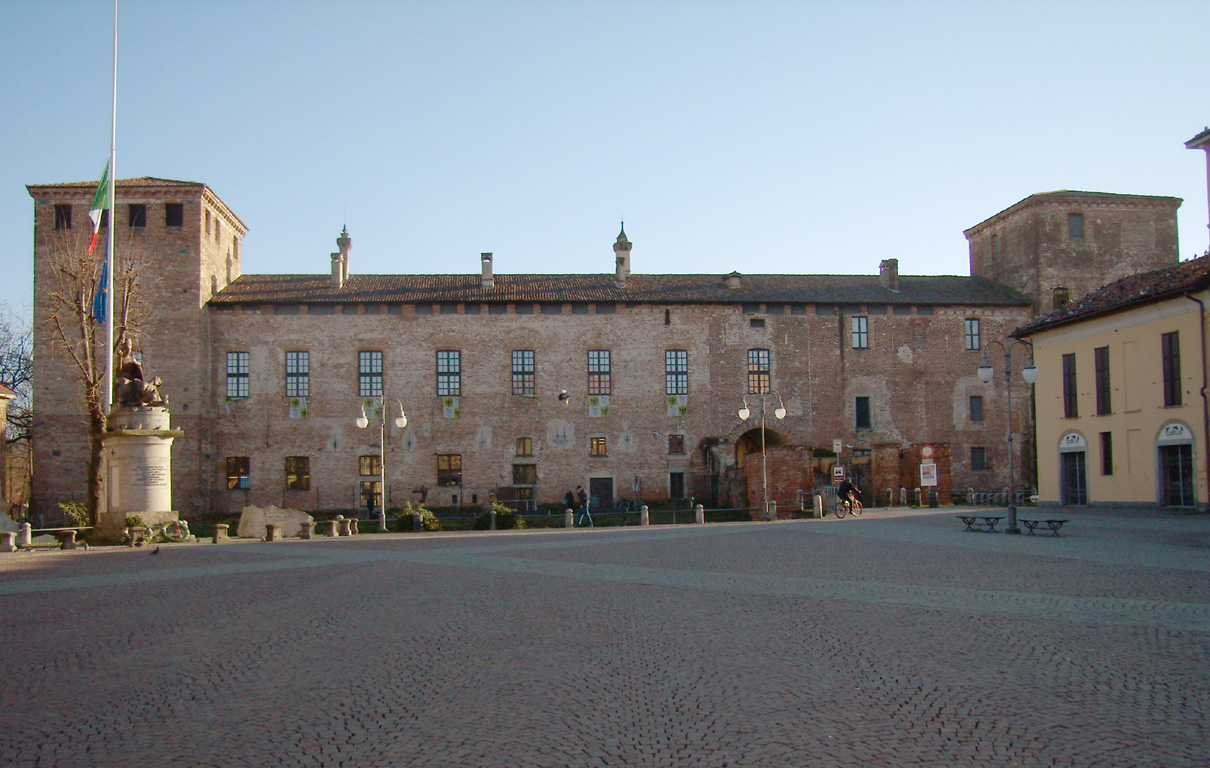
Il Castello di Melegnano, sede feudale della famiglia Medici di Melegnano

Le prime notizie sulla famiglia dei Medici di Melegnano vengono riportate da Paolo Morigia e riprese in seguito dallo storico e scrittore Giorgio Giulini; secondo tali informazioni la famiglia godeva di un'ottima reputazione sin dall'XI secolo a Milano, pur non godendo della nobilitazione. Il Ripamonti, nella sua Historia urbis Mediolani ed il Missaglia nella Vita di Gio. Jacopo Medici marchese di Marignano edita a Milano nel 1865, fanno derivare la casata dei Medici milanesi dal medesimo capostipite dei Medici fiorentini, mentre Ludovico Antonio Muratori riporta come la casata avesse origini completamente diverse e che a suo tempo venne inscritta nella matricola d'Ottone Visconti. Quel che è certo è che verso la fine del XIII secolo la famiglia dei Medici di Marignano si divise in cinque diramazioni: Medici di Porta Ticinese, Medici di Casorezzo, Medici di Nosigia, Medici d'Albairate e Medici di Novate.
La prima diramazione, la più influente di tutte, aveva sede nella città di Milano ed aveva la propria casa d'abitazione presso l'omonima contrada nella parrocchia di San Sisto. La linea dei Medici di Nosigia, venne in seguito definita "di Marignano" in quanto venne investita del feudo di Melegnano (anticamente "Marignano") ed aveva la propria casa presso la parrocchia milanese di San Martino in Nosigia, nell'area attualmente occupata da Palazzo Belgioioso, dove rimase sino alla sua demolizione nel 1677. Il primo dei Medici di Nosigia di cui si abbia notizia certa è Paolo (detto "Parolo") che fu decurione a Milano nel 1335 e nuovamente nel 1340, zio di Jacopino, che fu a sua volta membro del Consiglio Generale della città nel 1390 e che si schierò coi guelfi in città, divenendo prefetto della fabbrica del Duomo di Milano dal 1406 e sino al 1411. Un suo discendente, Bernardino (m. 1519), ottenne dal governo l'incarico di gabbelliere, ma perse ingenti somme di denaro e si salvò grazie al matrimonio con Cecilia Serbelloni, unione da cui nacquero Giambattista (1500-1545) e Gabriele che furono entrambi uomini d'arme, Margherita (1510-1547), moglie del conte Giberto Borromeo e madre di San Carlo, Clara (1507-?) che sposò Wolfgang Teodoric von Hohenems (Altemps), Giovanni Angelo che divenne papa col nome di Pio IV, Agosto (1501-1570) e Gian Giacomo (1498-1555), detto il Medeghino, celebre condottiero della sua epoca e primo marchese di Melegnano con diploma del 1 marzo 1532. 

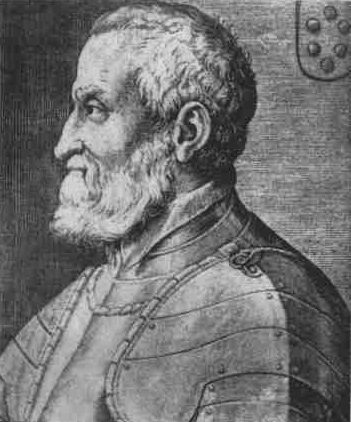
Gian Giacomo Medici in una litografia d'epoca

Fu all'intraprendenza di quest'ultimo che si deve buona parte della fortuna e della fama della famiglia che, per coronare il nuovo status sociale raggiunto, fece erigere a Milano uno splendido palazzo in Via Brera su progetto di Vincenzo Seregni, che venne continuato poi da Giovanni Angelo dopo la morte di Gian Giacomo. A Gian Giacomo succedette per mancanza di eredi il fratello Agosto che nel 1549 sposò Barbara Del Majno, figlia del conte Gaspare, senatore ducale. Questa seconda generazione dei marchesi di Melegnano contrasse matrimonio importanti come quello di Cecilia (1553-1616), figlia di Agosto, che andò in sposa ad Ottavio Gonzaga, figlio del duca di Guastalla, e Gian Giacomo II (1558-1599). Nel 1579, per ordine di Filippo II di Spagna, il feudo delle Tre Pievi di cui era stato investito a suo tempo Gian Giacomo I, venne privato alla famiglia dei Medici di Melegnano per conferirlo al cardinale Tolomeo Gallio.
Gian Giacomo II sposò Livia Castaldi, figlia del marchese di Cassano, molto ricca di famiglia, e da questo matrimonio nacquero Ferdinando (1581-1638) che fu ambasciatore e che nel 1610 vendette il palazzo di famiglia nella contrada milanese di Brera al conte Paolo Simonetta. Suoi fratelli furono Giovanni Battista, Giovanni (detto il "marchesino", progenitori del ramo detto "dei marchesini"), Guglielmo (capostipite del ramo di Varese, estintosi nel 1702), Gian Giacomo (progenitore del ramo di Motta d'Induno, passata poi in Toscana), Gaspare (canonico lateranense e prevosto di Agazzano), Costanza e Isabella (monache), Barbara, Marcantonio e Francesco.
Gian Giacomo (1626-1686), crebbe alla corte di Toscana, ma venne poi sepolto nella tomba di famiglia nel duomo di Milano. Venne succeduto nel marchesato dal fratello Giuseppe (1632-1712) che nel 1706 ospitò nel suo castello Vittorio Amedeo II di Savoia. Tra i figli di Giuseppe, suo successore fu Carlo Antonio (1671-1737), che divenne marchese di Melegnano nel 1712 ed ospitò nel suo castello Elisabetta Cristina, regina di Spagna. Venne succeduto dal nipote Carlo Cosimo (1714-1772) il quale, dopo la morte, prese gli ordini sacri, lasciando al figlio Carlo Gaspare (n. 1743) la successione al trono marchionale; fu sotto il suo dominio nel 1796 che le truppe napoleoniche assaltarono il castello di Melegnano. Tra i suoi figli si ricordano Carlo (1778-1847), ottenne nel 1816 il riconoscimento di antica nobiltà ed il titolo di marchese. Questi ebbe tre figli, Carlo (1782-1809), Pietro (1779-1845) e Gian Giacomo (1775-1843). Quest'ultimo fu membro della corte dei Beauharnais e venne creato barone del Regno napoleonico d'Italia nel 1809, mentre con la restaurazione del 1816 gli venne riconosciuto il titolo marchionale. Fu lui nel 1836 a far demolire la grandiosa e storica torre del castello visconteo di Melegnano. Ebbe un solo figlio, Carlo (n. 1813), che morì senza eredi nel 1877.
Il fratello di Gian Giacomo fu Gaetano (1790-1862), inaugurò una nuova linea dalla quale ebbe Gaetano (1838-1878), Cornelia, e Lorenzo (n. 1831) che nel 1877 succedette al cugino Carlo nel titolo marchionale. L'altro fratello, Carlo (n. 1834), combatté nella battaglia di Montebello, divenendo poi aiutante di campo di re Umberto I; altro fratello fu Edoardo (1835-1874), assessore del comune di Milano.

## Albero genealogico
|                                   |                                   |                                                                                       |                                                                                       |                                                                                         |                                                                                         |                                                                                           |                                                                                           | | | |                                                                                |                                                                                  |                                                                                  |                                                                        |                                                                       | | |                                                                                  | | | |                                                                         |                                                                         |                                                                                   |                                                                                   | | |                                                                          |                                                                              |                                                                              |                     |                     |                      |                      |
|                                   |                                   |                                                                                       |                                                                                       |                                                                                         |                                                                                         |                                                                                           |                                                                                           | | | |                                                                                |                                                                                  |                                                                                  |                                                                        |                                                                       | | |                                                                                  | Paolo viv.1340                                                                                         | | |                                                                         |                                                                         |                                                                                   |                                                                                   | | |                                                                          |                                                                              |                                                                              |                     |                     |                      |                      |
|                                   |                                   |                                                                                       |                                                                                       |                                                                                         |                                                                                         |                                                                                           |                                                                                           | | | |                                                                                |                                                                                  |                                                                                  |                                                                        |                                                                       | | |                                                                                  | | | |                                                                         |                                                                         |                                                                                   |                                                                                   | | |                                                                          |                                                                              |                                                                              |                     |                     |                      |                      |
|                                   |                                   |                                                                                       |                                                                                       |                                                                                         |                                                                                         |                                                                                           |                                                                                           | | | |                                                                                |                                                                                  |                                                                                  |                                                                        |                                                                       | | |                                                                                  | | | |                                                                         |                                                                         |                                                                                   |                                                                                   | | |                                                                          |                                                                              |                                                                              |                     |                     |                      |                      |
|                                   |                                   |                                                                                       |                                                                                       |                                                                                         |                                                                                         |                                                                                           |                                                                                           | | | |                                                                                |                                                                                  |                                                                                  |                                                                        |                                                                       | | |                                                                                  | Pagano †1399                                                                                           | | |                                                                         |                                                                         |                                                                                   |                                                                                   | | |                                                                          |                                                                              |                                                                              |                     |                     |                      |                      |
|                                   |                                   |                                                                                       |                                                                                       |                                                                                         |                                                                                         |                                                                                           |                                                                                           | | | |                                                                                |                                                                                  |                                                                                  |                                                                        |                                                                       | | |                                                                                  | | | |                                                                         |                                                                         |                                                                                   |                                                                                   | | |                                                                          |                                                                              |                                                                              |                     |                     |                      |                      |
|                                   |                                   |                                                                                       |                                                                                       |                                                                                         |                                                                                         |                                                                                           |                                                                                           | | | |                                                                                |                                                                                  |                                                                                  |                                                                        |                                                                       | | |                                                                                  | | | |                                                                         |                                                                         |                                                                                   |                                                                                   | | |                                                                          |                                                                              |                                                                              |                     |                     |                      |                      |
|                                   |                                   |                                                                                       |                                                                                       |                                                                                         |                                                                                         |                                                                                           |                                                                                           | | | |                                                                                |                                                                                  |                                                                                  |                                                                        | Francescolo viv.1400                                                  | Francescolo viv.1400                                                                                            | Paolo viv.1403                                                                                                  | Paolo viv.1403                                                                   | Jacopo viv.1411                                                                                        | Jacopo viv.1411                                                                                          | Valente viv.1415                                                                                         | Valente viv.1415                                                        | Giovannolo †1399                                                        | Giovannolo †1399                                                                  |                                                                                   | | |                                                                          |                                                                              |                                                                              |                     |                     |                      |                      |
|                                   |                                   |                                                                                       |                                                                                       |                                                                                         |                                                                                         |                                                                                           |                                                                                           | | | |                                                                                |                                                                                  |                                                                                  |                                                                        |                                                                       | | |                                                                                  | | | |                                                                         |                                                                         |                                                                                   |                                                                                   | | |                                                                          |                                                                              |                                                                              |                     |                     |                      |                      |
|                                   |                                   |                                                                                       |                                                                                       |                                                                                         |                                                                                         |                                                                                           |                                                                                           | | | |                                                                                |                                                                                  |                                                                                  |                                                                        |                                                                       | | |                                                                                  | | | |                                                                         |                                                                         |                                                                                   |                                                                                   | | |                                                                          |                                                                              |                                                                              |                     |                     |                      |                      |
|                                   |                                   |                                                                                       |                                                                                       |                                                                                         |                                                                                         |                                                                                           |                                                                                           | | | |                                                                                |                                                                                  |                                                                                  |                                                                        |                                                                       | Giovannino viv.1410 Sacerdote                                                                                   | Giovannino viv.1410 Sacerdote                                                                                   | Cristoforo viv.1415                                                              | Cristoforo viv.1415                                                                                    | Gaspare viv.1405                                                                                         | Gaspare viv.1405                                                                                         | Galvano viv.1426                                                        | Galvano viv.1426                                                        |                                                                                   |                                                                                   | | |                                                                          |                                                                              |                                                                              |                     |                     |                      |                      |
|                                   |                                   |                                                                                       |                                                                                       |                                                                                         |                                                                                         |                                                                                           |                                                                                           | | | |                                                                                |                                                                                  |                                                                                  |                                                                        |                                                                       | | |                                                                                  | | | |                                                                         |                                                                         |                                                                                   |                                                                                   | | |                                                                          |                                                                              |                                                                              |                     |                     |                      |                      |
|                                   |                                   |                                                                                       |                                                                                       |                                                                                         |                                                                                         |                                                                                           |                                                                                           | | | |                                                                                |                                                                                  |                                                                                  |                                                                        |                                                                       | | |                                                                                  | | | |                                                                         |                                                                         |                                                                                   |                                                                                   | | |                                                                          |                                                                              |                                                                              |                     |                     |                      |                      |
|                                   |                                   |                                                                                       |                                                                                       |                                                                                         |                                                                                         |                                                                                           |                                                                                           | | | |                                                                                |                                                                                  |                                                                                  |                                                                        |                                                                       | Gabriele viv.1470                                                                                               | Gabriele viv.1470                                                                                               | Jacopo viv.1447                                                                  | Jacopo viv.1447                                                                                        | Pagano viv.1474                                                                                          | Pagano viv.1474                                                                                          |                                                                         |                                                                         |                                                                                   |                                                                                   | | |                                                                          |                                                                              |                                                                              |                     |                     |                      |                      |
|                                   |                                   |                                                                                       |                                                                                       |                                                                                         |                                                                                         |                                                                                           |                                                                                           | | | |                                                                                |                                                                                  |                                                                                  |                                                                        |                                                                       | | |                                                                                  | | | |                                                                         |                                                                         |                                                                                   |                                                                                   | | |                                                                          |                                                                              |                                                                              |                     |                     |                      |                      |
|                                   |                                   |                                                                                       |                                                                                       |                                                                                         |                                                                                         |                                                                                           |                                                                                           | | | |                                                                                |                                                                                  |                                                                                  |                                                                        |                                                                       | | |                                                                                  | | | |                                                                         |                                                                         |                                                                                   |                                                                                   | | |                                                                          |                                                                              |                                                                              |                     |                     |                      |                      |
|                                   |                                   |                                                                                       |                                                                                       |                                                                                         |                                                                                         |                                                                                           |                                                                                           | | | |                                                                                |                                                                                  |                                                                                  |                                                                        |                                                                       | | | Cristoforo viv.1463                                                              | | | |                                                                         |                                                                         |                                                                                   |                                                                                   | | |                                                                          |                                                                              |                                                                              |                     |                     |                      |                      |
|                                   |                                   |                                                                                       |                                                                                       |                                                                                         |                                                                                         |                                                                                           |                                                                                           | | | |                                                                                |                                                                                  |                                                                                  |                                                                        |                                                                       | | |                                                                                  | | | |                                                                         |                                                                         |                                                                                   |                                                                                   | | |                                                                          |                                                                              |                                                                              |                     |                     |                      |                      |
|                                   |                                   |                                                                                       |                                                                                       |                                                                                         |                                                                                         |                                                                                           |                                                                                           | | | |                                                                                |                                                                                  |                                                                                  |                                                                        |                                                                       | | |                                                                                  | | | |                                                                         |                                                                         |                                                                                   |                                                                                   | | |                                                                          |                                                                              |                                                                              |                     |                     |                      |                      |
|                                   |                                   |                                                                                       |                                                                                       |                                                                                         |                                                                                         |                                                                                           |                                                                                           | | | |                                                                                |                                                                                  |                                                                                  |                                                                        |                                                                       | | | Gian Jacopo viv.1470 Clara Rajnoldi                                              | | | |                                                                         |                                                                         |                                                                                   |                                                                                   | | |                                                                          |                                                                              |                                                                              |                     |                     |                      |                      |
|                                   |                                   |                                                                                       |                                                                                       |                                                                                         |                                                                                         |                                                                                           |                                                                                           | | | |                                                                                |                                                                                  |                                                                                  |                                                                        |                                                                       | | |                                                                                  | | | |                                                                         |                                                                         |                                                                                   |                                                                                   | | |                                                                          |                                                                              |                                                                              |                     |                     |                      |                      |
|                                   |                                   |                                                                                       |                                                                                       |                                                                                         |                                                                                         |                                                                                           |                                                                                           | | | |                                                                                |                                                                                  |                                                                                  |                                                                        |                                                                       | | |                                                                                  | | | |                                                                         |                                                                         |                                                                                   |                                                                                   | | |                                                                          |                                                                              |                                                                              |                     |                     |                      |                      |
|                                   |                                   |                                                                                       |                                                                                       |                                                                                         |                                                                                         |                                                                                           |                                                                                           | | | |                                                                                |                                                                                  |                                                                                  |                                                                        |                                                                       | | | Bernardino †1519 Clelia Serbelloni                                               | | | |                                                                         |                                                                         |                                                                                   |                                                                                   | | |                                                                          |                                                                              |                                                                              |                     |                     |                      |                      |
|                                   |                                   |                                                                                       |                                                                                       |                                                                                         |                                                                                         |                                                                                           |                                                                                           | | | |                                                                                |                                                                                  |                                                                                  |                                                                        |                                                                       | | |                                                                                  | | | |                                                                         |                                                                         |                                                                                   |                                                                                   | | |                                                                          |                                                                              |                                                                              |                     |                     |                      |                      |
|                                   |                                   |                                                                                       |                                                                                       |                                                                                         |                                                                                         |                                                                                           |                                                                                           | | | |                                                                                |                                                                                  |                                                                                  |                                                                        |                                                                       | | |                                                                                  | | | |                                                                         |                                                                         |                                                                                   |                                                                                   | | |                                                                          |                                                                              |                                                                              |                     |                     |                      |                      |
|                                   |                                   |                                                                                       |                                                                                       |                                                                                         |                                                                                         |                                                                                           |                                                                                           | | Gian Giacomo, I marchese di Melegnano *1497 †1555 Marzia Orsini di Pitigliano senza eredi legittimi      | Gian Giacomo, I marchese di Melegnano *1497 †1555 Marzia Orsini di Pitigliano senza eredi legittimi | Giovanni Angelo *1499 †1565 papa Pio IV                                        | Giovanni Angelo *1499 †1565 papa Pio IV                                          | Gian Battista, signore di Pontearone *1500 †1545 senza eredi legittimi           | Gian Battista, signore di Pontearone *1500 †1545 senza eredi legittimi | Agosto, II marchese di Melegnano *1501 †1570 Barbara Del Majno        | Agosto, II marchese di Melegnano *1501 †1570 Barbara Del Majno                                                  | Clara *1507 †1560 Wolf Dietrich von Ems zu Hohenems                                                             | Clara *1507 †1560 Wolf Dietrich von Ems zu Hohenems                              | Gabrio *1509 †1531                                                                                     | Gabrio *1509 †1531                                                                                       | Margherita *1510 †1547 Giberto II Borromeo, conte di Arona                                               | Margherita *1510 †1547 Giberto II Borromeo, conte di Arona              | Maria †1594 monaca del monastero di Vetabbia                            | Maria †1594 monaca del monastero di Vetabbia                                      | Lucrezia †1556 monaca del monastero di Vetabbia                                   | Lucrezia †1556 monaca del monastero di Vetabbia                                                     | Anna †1594 monaca del monastero di Vetabbia                                                         | Anna †1594 monaca del monastero di Vetabbia                              |                                                                              |                                                                              |                     |                     |                      |                      |
|                                   |                                   |                                                                                       |                                                                                       |                                                                                         |                                                                                         |                                                                                           |                                                                                           | | | |                                                                                |                                                                                  |                                                                                  |                                                                        |                                                                       | | |                                                                                  | | | |                                                                         |                                                                         |                                                                                   |                                                                                   | | |                                                                          |                                                                              |                                                                              |                     |                     |                      |                      |
|                                   |                                   |                                                                                       |                                                                                       |                                                                                         |                                                                                         |                                                                                           |                                                                                           | | | |                                                                                |                                                                                  |                                                                                  |                                                                        |                                                                       | | |                                                                                  | | | |                                                                         |                                                                         |                                                                                   |                                                                                   | | |                                                                          |                                                                              |                                                                              |                     |                     |                      |                      |
|                                   |                                   |                                                                                       |                                                                                       |                                                                                         |                                                                                         |                                                                                           |                                                                                           | | | |                                                                                |                                                                                  |                                                                                  | Cecilia *1553 †1616 Ottavio Gonzaga                                    | Cecilia *1553 †1616 Ottavio Gonzaga                                   | Gian Giacomo, III marchese di Melegnano *1558 †1599 Livia Castaldi                                              | Gian Giacomo, III marchese di Melegnano *1558 †1599 Livia Castaldi                                              |                                                                                  | | | |                                                                         |                                                                         |                                                                                   |                                                                                   | | |                                                                          |                                                                              |                                                                              |                     |                     |                      |                      |
|                                   |                                   |                                                                                       |                                                                                       |                                                                                         |                                                                                         |                                                                                           |                                                                                           | | | |                                                                                |                                                                                  |                                                                                  |                                                                        |                                                                       | | |                                                                                  | | | |                                                                         |                                                                         |                                                                                   |                                                                                   | | |                                                                          |                                                                              |                                                                              |                     |                     |                      |                      |
|                                   |                                   |                                                                                       |                                                                                       |                                                                                         |                                                                                         |                                                                                           |                                                                                           | | | |                                                                                |                                                                                  |                                                                                  |                                                                        |                                                                       | | |                                                                                  | | | |                                                                         |                                                                         |                                                                                   |                                                                                   | | |                                                                          |                                                                              |                                                                              |                     |                     |                      |                      |
|                                   |                                   |                                                                                       |                                                                                       |                                                                                         |                                                                                         | Ferdinando, IV marchese di Melegnano *1581 †1638 Virginia Merzagora senza eredi legittimi | Ferdinando, IV marchese di Melegnano *1581 †1638 Virginia Merzagora senza eredi legittimi | Gian Battista, V marchese di Melegnano *1582 †1646 1.Andronica de Guilelmis 2.Isotta Visconti di Caronno | Gian Battista, V marchese di Melegnano *1582 †1646 1.Andronica de Guilelmis 2.Isotta Visconti di Caronno | Gaspare *1584 †1653 canonico lateranense della chiesa di San Giorgio a Bernate                      | Gaspare *1584 †1653 canonico lateranense della chiesa di San Giorgio a Bernate | Costanza *1586 †1674 monaca del monastero di Santa Maria della Vittoria a Milano | Costanza *1586 †1674 monaca del monastero di Santa Maria della Vittoria a Milano | Francesco *1590 †1628 Margherita Biumi linea estinta nel XVIII secolo  | Francesco *1590 †1628 Margherita Biumi linea estinta nel XVIII secolo | LINEA DEL MARCHESINO Giovanni, detto "il Marchesino" *1591 †1655 Giovanna Crotti linea estinta nel XVIII secolo | LINEA DEL MARCHESINO Giovanni, detto "il Marchesino" *1591 †1655 Giovanna Crotti linea estinta nel XVIII secolo | LINEA DI VARESE Guglielmo *1592 †1649 Ippolita Biumi                             | LINEA DI VARESE Guglielmo *1592 †1649 Ippolita Biumi                                                   | Marco Antonio *1593 †1649 Daria Castelli linea estinta in via maschile                                   | Marco Antonio *1593 †1649 Daria Castelli linea estinta in via maschile                                   | Barbara *1594 †1657 1.Annibale Della Tela 2.Girolamo Monti              | Barbara *1594 †1657 1.Annibale Della Tela 2.Girolamo Monti              | Isabella *1598 †1656 monaca del monastero di Santa Maria della Vittoria di Milano | Isabella *1598 †1656 monaca del monastero di Santa Maria della Vittoria di Milano | LINEA DELLA MOTTA D'INDUNO Gian Giacomo *1598 †1654 Vittoria Bianchi linea estinta nel XVIII secolo | LINEA DELLA MOTTA D'INDUNO Gian Giacomo *1598 †1654 Vittoria Bianchi linea estinta nel XVIII secolo |                                                                          |                                                                              |                                                                              |                     |                     |                      |                      |
|                                   |                                   |                                                                                       |                                                                                       |                                                                                         |                                                                                         |                                                                                           |                                                                                           | | | |                                                                                |                                                                                  |                                                                                  |                                                                        |                                                                       | | |                                                                                  | | | |                                                                         |                                                                         |                                                                                   |                                                                                   | | |                                                                          |                                                                              |                                                                              |                     |                     |                      |                      |
|                                   |                                   |                                                                                       |                                                                                       |                                                                                         |                                                                                         |                                                                                           |                                                                                           | | | |                                                                                |                                                                                  |                                                                                  |                                                                        |                                                                       | | |                                                                                  | | | |                                                                         |                                                                         |                                                                                   |                                                                                   | | |                                                                          |                                                                              |                                                                              |                     |                     |                      |                      |
| 2.Livia *1624 †? Alexander Chioff | 2.Livia *1624 †? Alexander Chioff | 2.Gian Giacomo, VI marchese di Melegnano *1626 †1686 1.Elena Bossi 2.Camilla de Ponti | 2.Gian Giacomo, VI marchese di Melegnano *1626 †1686 1.Elena Bossi 2.Camilla de Ponti |                                                                                         | 2.Federico *1627 †1640                                                                  | 2.Federico *1627 †1640                                                                    |                                                                                           | | 2.Ippolita *1628 †1672 Bartolomeo Sessa                                                                  | 2.Ippolita *1628 †1672 Bartolomeo Sessa                                                             |                                                                                |                                                                                  | 2.Andronica *1630 †1697 Simone Cornacchioli                                      | 2.Andronica *1630 †1697 Simone Cornacchioli                            |                                                                       | | 2.Giuseppe *1623 †1712 Caterina Calvenzano                                                                      | 2.Giuseppe *1623 †1712 Caterina Calvenzano                                       | | | |                                                                         |                                                                         |                                                                                   |                                                                                   | | |                                                                          |                                                                              |                                                                              |                     |                     |                      |                      |
|                                   |                                   |                                                                                       |                                                                                       |                                                                                         |                                                                                         |                                                                                           |                                                                                           | | | |                                                                                |                                                                                  |                                                                                  |                                                                        |                                                                       | | |                                                                                  | | | |                                                                         |                                                                         |                                                                                   |                                                                                   | | |                                                                          |                                                                              |                                                                              |                     |                     |                      |                      |
|                                   |                                   |                                                                                       |                                                                                       |                                                                                         |                                                                                         |                                                                                           |                                                                                           | | | |                                                                                |                                                                                  |                                                                                  |                                                                        |                                                                       | | |                                                                                  | | | |                                                                         |                                                                         |                                                                                   |                                                                                   | | |                                                                          |                                                                              |                                                                              |                     |                     |                      |                      |
| 1.Giovanni Battista *1654 †1659   | 1.Giovanni Battista *1654 †1659   | 1.Anna *1661 †? monaca nel monastero di Santa Maria Rosa ad Abbiategrasso             | 1.Anna *1661 †? monaca nel monastero di Santa Maria Rosa ad Abbiategrasso             | 1.Cecilia *1663 †1736 Gian Battista Bolognini Attendolo, conte di Sant'Angelo Lodigiano | 1.Cecilia *1663 †1736 Gian Battista Bolognini Attendolo, conte di Sant'Angelo Lodigiano | Antonia *1661 †? monaca nel monastero di Santa Maria Rosa ad Abbiategrasso                | Antonia *1661 †? monaca nel monastero di Santa Maria Rosa ad Abbiategrasso                | Francesca *1663 †? 1.Sforza Bolognini Attendolo, conte di Sant'Angelo Lodigiano 2.Annibale Della Scala   | Francesca *1663 †? 1.Sforza Bolognini Attendolo, conte di Sant'Angelo Lodigiano 2.Annibale Della Scala   | Cristina *1663 †? monaca nel monastero di Santa Maria Rosa ad Abbiategrasso                         | Cristina *1663 †? monaca nel monastero di Santa Maria Rosa ad Abbiategrasso    | Colomba *1667 †? monaca nel monastero di Santa Maria Rosa ad Abbiategrasso       | Colomba *1667 †? monaca nel monastero di Santa Maria Rosa ad Abbiategrasso       | Margherita */†1669                                                     | Margherita */†1669                                                    | Carlo Antonio, VII marchese di Melegnano *1671 †1737 Maria Maddalena Capredoni                                  | Carlo Antonio, VII marchese di Melegnano *1671 †1737 Maria Maddalena Capredoni                                  | Angela *1674 †1676                                                               | Angela *1674 †1676                                                                                     | Chiara *1675 †1725 1.Alfonso Maria Castiglioni, conte di Venegono Superiore 2.Vincenzo Anguissola, conte | Chiara *1675 †1725 1.Alfonso Maria Castiglioni, conte di Venegono Superiore 2.Vincenzo Anguissola, conte | Rosa *1677 †? monaca nel monastero di Santa Maria Rosa ad Abbiategrasso | Rosa *1677 †? monaca nel monastero di Santa Maria Rosa ad Abbiategrasso | Gaspare *1679 †1731 Teresa Paleari                                                | Gaspare *1679 †1731 Teresa Paleari                                                | Anna *1681 †? monaca nel monastero di Sant'Agata di Lonate Pozzolo                                  | Anna *1681 †? monaca nel monastero di Sant'Agata di Lonate Pozzolo                                  | Antonio *1684 †1707 monaco cappuccino                                    | Antonio *1684 †1707 monaco cappuccino                                        |                                                                              |                     |                     |                      |                      |
|                                   |                                   |                                                                                       |                                                                                       |                                                                                         |                                                                                         |                                                                                           |                                                                                           | | | |                                                                                |                                                                                  |                                                                                  |                                                                        |                                                                       | | |                                                                                  | | | |                                                                         |                                                                         |                                                                                   |                                                                                   | | |                                                                          |                                                                              |                                                                              |                     |                     |                      |                      |
|                                   |                                   |                                                                                       |                                                                                       |                                                                                         |                                                                                         |                                                                                           |                                                                                           | | | |                                                                                |                                                                                  |                                                                                  |                                                                        |                                                                       | | |                                                                                  | | | |                                                                         |                                                                         |                                                                                   |                                                                                   | | |                                                                          |                                                                              |                                                                              |                     |                     |                      |                      |
|                                   |                                   |                                                                                       |                                                                                       |                                                                                         |                                                                                         |                                                                                           |                                                                                           | | | |                                                                                |                                                                                  |                                                                                  |                                                                        |                                                                       | | Giuseppina *1713 †1764 Giovanni Battista Somazzi                                                                | Giuseppina *1713 †1764 Giovanni Battista Somazzi                                 | Carlo Cosimo, VIII marchese di Melegnano *1714 †1772 Maria Teresa Ajanx y Vreta, marchesa di Caparosso | Carlo Cosimo, VIII marchese di Melegnano *1714 †1772 Maria Teresa Ajanx y Vreta, marchesa di Caparosso   | Maddalena *1715 †? monaca nel monastero di Sant'Agata di Lonate Pozzolo                                  | Maddalena *1715 †? monaca nel monastero di Sant'Agata di Lonate Pozzolo | Antonio *1716 †1780 abate                                               | Antonio *1716 †1780 abate                                                         | Caterina *1717 †? monaca nel monastero di Sant'Agata di Lonate Pozzolo            | Caterina *1717 †? monaca nel monastero di Sant'Agata di Lonate Pozzolo                              | Gian Battista *1718 †1782 abate poi sposa Augustina Vedelser                                        | Gian Battista *1718 †1782 abate poi sposa Augustina Vedelser             | Giuseppe *1719 †1748 monaco olivetano nel monastero di San Vittore di Milano | Giuseppe *1719 †1748 monaco olivetano nel monastero di San Vittore di Milano | Andronica *1720 †?  | Andronica *1720 †?  |                      |                      |
|                                   |                                   |                                                                                       |                                                                                       |                                                                                         |                                                                                         |                                                                                           |                                                                                           | | | |                                                                                |                                                                                  |                                                                                  |                                                                        |                                                                       | | |                                                                                  | | | |                                                                         |                                                                         |                                                                                   |                                                                                   | | |                                                                          |                                                                              |                                                                              |                     |                     |                      |                      |
|                                   |                                   |                                                                                       |                                                                                       |                                                                                         |                                                                                         |                                                                                           |                                                                                           | | | |                                                                                |                                                                                  |                                                                                  |                                                                        |                                                                       | | |                                                                                  | | | |                                                                         |                                                                         |                                                                                   |                                                                                   | | |                                                                          |                                                                              |                                                                              |                     |                     |                      |                      |
|                                   |                                   |                                                                                       |                                                                                       |                                                                                         |                                                                                         |                                                                                           |                                                                                           | | | |                                                                                |                                                                                  |                                                                                  |                                                                        |                                                                       | | | Gian Giacomo *1739 †1765 monaco olivetano nel monastero di San Vittore di Milano | Gian Giacomo *1739 †1765 monaco olivetano nel monastero di San Vittore di Milano                       | Carlo Giuseppe, IX marchese di Melegnano *1743 †1818 Cornelia Zeno                                       | Carlo Giuseppe, IX marchese di Melegnano *1743 †1818 Cornelia Zeno                                       |                                                                         |                                                                         |                                                                                   |                                                                                   | | |                                                                          |                                                                              |                                                                              |                     |                     |                      |                      |
|                                   |                                   |                                                                                       |                                                                                       |                                                                                         |                                                                                         |                                                                                           |                                                                                           | | | |                                                                                |                                                                                  |                                                                                  |                                                                        |                                                                       | | |                                                                                  | | | |                                                                         |                                                                         |                                                                                   |                                                                                   | | |                                                                          |                                                                              |                                                                              |                     |                     |                      |                      |
|                                   |                                   |                                                                                       |                                                                                       |                                                                                         |                                                                                         |                                                                                           |                                                                                           | | | |                                                                                |                                                                                  |                                                                                  |                                                                        |                                                                       | | |                                                                                  | | | |                                                                         |                                                                         |                                                                                   |                                                                                   | | |                                                                          |                                                                              |                                                                              |                     |                     |                      |                      |
|                                   |                                   |                                                                                       |                                                                                       |                                                                                         |                                                                                         |                                                                                           |                                                                                           | | | |                                                                                | Maria Teresa *1772 †? Giuseppe Quadrio Pontaschelli                              | Maria Teresa *1772 †? Giuseppe Quadrio Pontaschelli                              | Paola *1774 †1807 Gaetano Ricciulli del Fosso                          | Paola *1774 †1807 Gaetano Ricciulli del Fosso                         | Gian Giacomo, X marchese di Melegnano *1775 †1843 Camilla Bossi                                                 | Gian Giacomo, X marchese di Melegnano *1775 †1843 Camilla Bossi                                                 | Giuseppa *1776 †1781                                                             | Giuseppa *1776 †1781                                                                                   | Nicola *1778 †1847 Teresa Ricciulli del Fosso                                                            | Nicola *1778 †1847 Teresa Ricciulli del Fosso                                                            | Pietro *1779 †1845 Antonietta Ballabio                                  | Pietro *1779 †1845 Antonietta Ballabio                                  | Carlo *1782 †1809                                                                 | Carlo *1782 †1809                                                                 | Giuseppe *1785 †1818                                                                                | Giuseppe *1785 †1818                                                                                | Gaetano *1790 †1862 Antonietta Negri                                     | Gaetano *1790 †1862 Antonietta Negri                                         |                                                                              |                     |                     |                      |                      |
|                                   |                                   |                                                                                       |                                                                                       |                                                                                         |                                                                                         |                                                                                           |                                                                                           | | | |                                                                                |                                                                                  |                                                                                  |                                                                        |                                                                       | | |                                                                                  | | | |                                                                         |                                                                         |                                                                                   |                                                                                   | | |                                                                          |                                                                              |                                                                              |                     |                     |                      |                      |
|                                   |                                   |                                                                                       |                                                                                       |                                                                                         |                                                                                         |                                                                                           |                                                                                           | | | |                                                                                |                                                                                  |                                                                                  |                                                                        |                                                                       | | |                                                                                  | | | |                                                                         |                                                                         |                                                                                   |                                                                                   | | |                                                                          |                                                                              |                                                                              |                     |                     |                      |                      |
|                                   |                                   |                                                                                       |                                                                                       |                                                                                         |                                                                                         |                                                                                           |                                                                                           | | | |                                                                                |                                                                                  | Augusta *1807 †1866 marchese Del Majno                                           | Augusta *1807 †1866 marchese Del Majno                                 | Ersilia *1808 †1862 Alessandro Della Croce                            | Ersilia *1808 †1862 Alessandro Della Croce                                                                      | Sofia *1811 †?                                                                                                  | Sofia *1811 †?                                                                   | Carlo, XI marchese di Melegnano *1813 †1877 Giacinta Manna senza eredi                                 | Carlo, XI marchese di Melegnano *1813 †1877 Giacinta Manna senza eredi                                   | |                                                                         | Cornelia *1830 †?                                                       | Cornelia *1830 †?                                                                 | Lorenzo, XII marchese di Melegnano *1831 †1892 Bianca Cavalcabò                   | Lorenzo, XII marchese di Melegnano *1831 †1892 Bianca Cavalcabò                                     | Carlo *1833 †? Enrichetta Vigoni                                                                    | Carlo *1833 †? Enrichetta Vigoni                                         | Edoardo *1835 †? Adele Vertua                                                | Edoardo *1835 †? Adele Vertua                                                | Gaetano *1838 †1878 | Gaetano *1838 †1878 | Carolina *1838 †1840 | Carolina *1838 †1840 |
|                                   |                                   |                                                                                       |                                                                                       |                                                                                         |                                                                                         |                                                                                           |                                                                                           | | | |                                                                                |                                                                                  |                                                                                  |                                                                        |                                                                       | | |                                                                                  | | | |                                                                         |                                                                         |                                                                                   |                                                                                   | | |                                                                          |                                                                              |                                                                              |                     |                     |                      |                      |
|                                   |                                   |                                                                                       |                                                                                       |                                                                                         |                                                                                         |                                                                                           |                                                                                           | | | |                                                                                |                                                                                  |                                                                                  |                                                                        |                                                                       | | |                                                                                  | | | |                                                                         |                                                                         |                                                                                   |                                                                                   | | |                                                                          |                                                                              |                                                                              |                     |                     |                      |                      |
|                                   |                                   |                                                                                       |                                                                                       |                                                                                         |                                                                                         |                                                                                           |                                                                                           | | | |                                                                                |                                                                                  |                                                                                  |                                                                        |                                                                       | | |                                                                                  | | | |                                                                         | Antonietta *1869 †?                                                     | Antonietta *1869 †?                                                               | Gian Giacomo */†1871                                                              | Gian Giacomo */†1871                                                                                | Gian Giacomo, XIII marchese di Melegnano *1872 †1957 Francesca de Vecchi                            | Gian Giacomo, XIII marchese di Melegnano *1872 †1957 Francesca de Vecchi |                                                                              |                                                                              |                     |                     |                      |                      |
|                                   |                                   |                                                                                       |                                                                                       |                                                                                         |                                                                                         |                                                                                           |                                                                                           | | | |                                                                                |                                                                                  |                                                                                  |                                                                        |                                                                       | | |                                                                                  | | | |                                                                         |                                                                         |                                                                                   |                                                                                   | | |                                                                          |                                                                              |                                                                              |                     |                     |                      |                      |
|                                   |                                   |                                                                                       |                                                                                       |                                                                                         |                                                                                         |                                                                                           |                                                                                           | | | |                                                                                |                                                                                  |                                                                                  |                                                                        |                                                                       | | |                                                                                  | | | |                                                                         |                                                                         |                                                                                   |                                                                                   | | |                                                                          |                                                                              |                                                                              |                     |                     |                      |                      |
|                                   |                                   |                                                                                       |                                                                                       |                                                                                         |                                                                                         |                                                                                           |                                                                                           | | | |                                                                                |                                                                                  |                                                                                  |                                                                        |                                                                       | | |                                                                                  | | | |                                                                         |                                                                         |                                                                                   |                                                                                   | Bianca Luisa *1900 †?                                                                               | Bianca Luisa *1900 †?                                                                               | Lorenzo *1901 †? Maria Luisa Borromeo d'Adda                             | Lorenzo *1901 †? Maria Luisa Borromeo d'Adda                                 |                                                                              |                     |                     |                      |                      |
|                                   |                                   |                                                                                       |                                                                                       |                                                                                         |                                                                                         |                                                                                           |                                                                                           | | | |                                                                                |                                                                                  |                                                                                  |                                                                        |                                                                       | | |                                                                                  | | | |                                                                         |                                                                         |                                                                                   |                                                                                   | | |                                                                          |                                                                              |                                                                              |                     |                     |                      |                      |
|                                   |                                   |                                                                                       |                                                                                       |                                                                                         |                                                                                         |                                                                                           |                                                                                           | | | |                                                                                |                                                                                  |                                                                                  |                                                                        |                                                                       | | |                                                                                  | | | |                                                                         |                                                                         |                                                                                   |                                                                                   | | |                                                                          |                                                                              |                                                                              |                     |                     |                      |                      |
|                                   |                                   |                                                                                       |                                                                                       |                                                                                         |                                                                                         |                                                                                           |                                                                                           | | | |                                                                                |                                                                                  |                                                                                  |                                                                        |                                                                       | | |                                                                                  | | | |                                                                         |                                                                         |                                                                                   | Francesca *1947 Filippo Dollfus di Voltresberg                                    | Francesca *1947 Filippo Dollfus di Voltresberg                                                      | Marina Angela *1951                                                                                 | Marina Angela *1951                                                      | Gian Giacomo, erede attuale *1953                                            | Gian Giacomo, erede attuale *1953                                            | Carola *1954        | Carola *1954        |                      |                      |

## Marchesi di Melegnano (1532)
Il feudo di Melegnano fu creato da Francesco II Sforza nel 1532, e comprendeva Riozzo fino a quando fu devoluto nel 1616. Come tutti i feudi esistenti, fu abolito dai giacobini della Repubblica Cisalpina nel 1796. Il titolo fu definitivamente abrogato dalla Repubblica Italiana nel 1946.
- Gian Giacomo (1497-1555), I marchese di Melegnano
- Agosto (1501-1570), II marchese di Melegnano
- Gian Giacomo (1558-1599), III marchese di Melegnano
- Ferdinando (1581-1638), IV marchese di Melegnano
- Gian Battista (1582-1646), V marchese di Melegnano
- Gian Giacomo (1626-1686), VI marchese di Melegnano
- Carlo Antonio (1671-1737), VII marchese di Melegnano
- Carlo Cosimo (1714-1772), VIII marchese di Melegnano
- Carlo Giuseppe (1743-1818), IX marchese di Melegnano
- Gian Giacomo (1775-1843), X marchese di Melegnano
- Carlo (1813-1877), XI marchese di Melegnano
- Lorenzo (1831-1892), XII marchese di Melegnano
- Gian Giacomo (1872-1957), XIII marchese di Melegnano